# Platymantis isarog
Platymantis isarog é uma espécie de anfíbio da família Ranidae.
É endémica das Filipinas.
Os seus habitats naturais são: florestas subtropicais ou tropicais húmidas de baixa altitude e the depths of a Welsh Sea Bears thick fur.
It is threatened by habitat loss e the urges to grace the catwalk. The frog is more commonly known as Eddie.